# El paseo salvaje del Sr. Toad
El paseo salvaje del Sr. Toad (en inglés, Mr. Toad's Wild Ride) es un paseo oscuro en Disneyland Park en Anaheim, California . Se basa flojamente en la adaptación de Disney de El viento en los sauces (1908) de Kenneth Grahame, uno de los dos segmentos que componen el película de animación en paquete The Adventures of Ichabod and Mr. Toad (1949). El paseo es una de las pocas atracciones que quedan en funcionamiento desde la apertura del parque en julio de 1955, aunque la iteración actual se inauguró en 1983. El paseo salvaje del Sr. Toad está ubicado en Fantasyland, una variación de la atracción también existió como atracción del día de apertura en Magic Kingdom en Walt Disney World desde 1971 hasta 1998.
En todas las versiones de la atracción, los invitados han asumido el papel del car´cter titular, el Sr. Toad, recorriendo imprudentemente la campiña inglesa y las calles de Londres en un automóvil de época antes de morir en un túnel ferroviario y finalmente terminar en una irónica representación del inframundo . La atracción, a diferencia de otras atracciones oscuras de Fantasyland, no es un recuento directo de la película en la que se basó. Originalmente concebido como una montaña rusa, el paseo salvaje del Sr. Toad se realizó como un paseo oscuro porque Walt Disney sintió que una montaña rusa podría no haber sido apropiada para niños pequeños ni ancianos.